# Ensemble vocal
Das Ensemble vocal  ist ein gemischter Hamburger Kammerchor. Er wurde im Jahre 1994 gegründet und hat etwa 36 Mitglieder. Der Chor hat sich zu einem der führenden Hamburger Ensembles entwickelt und wurde mehrfach Preisträger bei nationalen und internationalen Chorwettbewerben. Seit seiner Gründung hat der Chor mehr als 190 Auftritte absolviert. Chorleiter ist Cornelius Trantow.

## Repertoire
Das Repertoire des Chores umfasst alle Epochen der Chorliteratur, von Alter Musik über die romantischen Chorwerke bis hin zu Uraufführungen. Ein besonderer Schwerpunkt des Chores liegt bei Werken des 20. Jahrhunderts, sowohl der klassischen Moderne als auch der Avantgarde und der skandinavischen, baltischen sowie ungarischen zeitgenössischen Musik.
Die Programme des Ensemble vocal zeichnen sich durch inhaltliche Geschlossenheit aus, wobei der Zusammenhang der Werke häufig in einer Verwandtschaft der Liedtexte besteht.
Einige Programme des Chores:
- Bey nächtlicher Weil – Lieder und Texte an einem Sommerabend
- Erwartung – Chormusik im Advent
- Lob der Träne – Balladen, Moritaten, Bänkelgesänge
- Anrufung – Vater, Sohn, Heiliger Geist
- Unser keiner lebet ihm selber – Chormusik zum Ende des Kirchenjahres
- Singet dem Herrn ein neues Lied – Geistliche Chormusik aus Deutschland 1900–2000
- Waldesnacht – Lieder, Romanzen, Madrigale

In größeren Abständen werden auch oratorische Werke erarbeitet, so 1997 „Canto General“ von Mikis Theodorakis in Zusammenarbeit mit „Ohregano“ aus Lüneburg und 1999 das „Requiem“ von Michael Haydn. Zum zehnjährigen Chorjubiläum 2004 wurde ein Programm mit „Te Deum“-Vertonungen von Arvo Pärt, Petr Eben, Henry Purcell und James MacMillan aufgeführt.
Konzertreisen führten das Ensemble vocal nach Schweden (Konzerte in Stockholm, Malmö und Helsingborg) und Belgien (Konzerte an der Universität Witten/Herdecke sowie in Brüssel und Turnhout).

## Auszeichnungen
- 2006: 1. Preis in der Kategorie Gemischte Kammerchöre beim 7. Deutschen Chorwettbewerb in Kiel
- 2007: 2. Preis und erstplatzierter Chor in der Kategorie Gemischte Chöre beim 10. Internationalen Kammerchorwettbewerb 2007 in Marktoberdorf, außerdem zwei Sonderpreise für das interessanteste Wettbewerbsprogramm sowie das beste Dirigat eines Pflichtstücks.
- 2008: 3. Preis in der Kategorie Gemischte Chöre, Wettbewerbsteil „Polyphony“, beim 40. Internationalen Chorfestival Tolosa
- 2012: 2. Preis beim Fleischmann International Trophy Competition in Cork